# Liste des métiers de la mer et de la rivière
Cette liste donne des liens vers les différentes professions ou activités liées à la mer. Toutefois, certaines de ces activités ne sont pas partout considérées comme des "métiers" ou n'existent plus. De plus, les métiers de la mer, exercés typiquement par les gens de mer, sont de moins en moins maritimes dans les pays industrialisés comme la France alors que ceux liés à l'écotourisme, à l'économie résidentielle et l’emploi public se développent. 260 millions de
terriens ont un travail directement lié à la mer.

## Navigants

### Les types de métiers navigants
- Capitaine de navire
- Second capitaine
- Commissaire
- Subrécargue
- Lieutenant de navigation
- Chef mécanicien
- Officier mécanicien
- Officier radiotélégraphiste de la marine marchande
- Maître électricien
- Maître machine
- Ouvrier mécanicien
- Matelot
- Timonier
- Bosco, Maître d'équipage
- Gabier (voilier)
- Cuisinier (coq ou "maitre coq" si le cuisinier a un grade)
- Cambusier
- Terrien (n'existe plus depuis la fin du 19e siècle)

### Grades de la marine militaire française
- Amiral
- Vice-amiral d'escadre
- Vice-amiral
- Contre-amiral
- Capitaine de vaisseau
- Capitaine de frégate
- Capitaine de corvette
- Lieutenant de vaisseau
- Enseigne de vaisseau de première classe
- Enseigne de vaisseau de deuxième classe
- Aspirant
- Major
- Maître principal
- Premier maître
- Maître
- Second-maître
- Quartier-maître de première classe
- Quartier-maître de deuxième classe
- Matelot
- Radiotélégraphiste

### Paramilitaire
- Pirate
- Corsaire (désuet)
- Flibustier (n'existe plus depuis la fin du 18e siècle)
- Boucanier (n'existe plus depuis la fin du 18e siècle)

### Pêche moderne
- Pêcheur ou Marin-Pêcheur
- Ostréiculteur

### Pêche (vieux métiers)
- Batelier / Marinier
- Chasse marée
- Goémonier

### Plaisance
- Navigateur
- Capitaine de yacht
- Skippeur / Barreur

## Non-navigants

### Les types de métiers non-navigants
- Agent maritime ou Consignataire de navires
- Aconier : Responsable chargement / déchargement (Sud de la France)
- Affréteur
- Avitailleur
- Barragiste
- Batelier
- Capitaine de port
- Châbleur de pont
- Charpentier de marine
- Contrôleur
- Capitainerie
- Commissionnaire de transport
- Docker
- Douanier
- Expert maritime
- Débardeur
- Éclusier, éclusière
- Flotteur de bois
- Fontainier
- Garde-pêche
- Garde-port
- Garde-rivière
- Guide de Rivière
- Guide rafteur
- Gardien de phare
- Grutier
- Haleur
- Hydrobiologiste
- Hydraulicien
- Lamaneur
- Loueur de bateaux de plaisance
- Marinier
- Mareyeur
- Meunier
- Officier de port
- Pertuisier
- Passeur
- Pêcheur
- Pilote
- Pilote de remorqueur
- Pionnier
- Pisciculteur
- Pointeur
- Police de l'eau ONEMA
- Porteur d'eau
- Subdivisionnaire
- Technicien de rivière
- Stevedore : Responsable chargement / déchargement (Nord de la France)

### Métiers de l'administration chargée de la mer
- Administrateur des Affaires maritimes
- Inspecteur des affaires maritimes
- Syndic des gens de mer
- Médecin des gens de mer

### Métiers de la construction et de l'armement
- Armateur
- Architecte naval
- Voilier (métier)